# Championnat de France de hockey sur glace 1986-1987
Saison précédente Saison suivante
La saison 1986-1987 est la 66e saison du championnat de France de hockey sur glace élite qui porte le nom de Nationale 1A.

## Nationale 1A

### Équipes engagées
| Amiens Briançon Chamonix Gap Grenoble Paris Rouen St-Gervais Villard Viry |

Les dix équipes engagées sont les suivantes :
- Écureuils d'Amiens
- Diables Rouges de Briançon
- Huskies de Chamonix
- Français Volants de Paris
- Aigles bleus de Gap
- Brûleurs de loups de Grenoble
- Dragons de Rouen
- Aigles du Mont-Blanc
- Ours de Villard-de-Lans
- Jets de Viry-Essonne

### Formule de la saison
Les dix équipes se rencontrent en double aller-retour. À l'issue des 36 matches, le premier club au classement devient champion, le dernier est relégué en division inférieure.

### Résultats
À l'issue des 36 matches de la saison, le classement est le suivant :
|     | Équipe                        | Pts | MJ | V  | N | D  | BP  | BC  | Diff |
| --- | ----------------------------- | --- | -- | -- | - | -- | --- | --- | ---- |
| 1er | Aigles du Mont-Blanc          | 66  | 36 | 32 | 2 | 2  | 294 | 103 | +191 |
| 2e  | Français Volants de Paris     | 48  | 36 | 22 | 4 | 10 | 226 | 149 | +77  |
| 3e  | Aigles bleus de Gap           | 48  | 36 | 21 | 6 | 9  | 225 | 141 | +84  |
| 4e  | Écureuils d'Amiens            | 42  | 36 | 19 | 4 | 13 | 195 | 188 | +7   |
| 5e  | Ours de Villard-de-Lans       | 41  | 36 | 18 | 5 | 13 | 208 | 111 | +47  |
| 6e  | Brûleurs de loups de Grenoble | 26  | 36 | 11 | 4 | 21 | 183 | 227 | -44  |
| 7e  | Huskies de Chamonix           | 24  | 36 | 11 | 2 | 23 | 149 | 226 | -77  |
| 8e  | Diables Rouges de Briançon    | 23  | 36 | 10 | 3 | 23 | 165 | 266 | -101 |
| 9e  | Dragons de Rouen              | 22  | 36 | 9  | 4 | 23 | 171 | 237 | -66  |
| 10e | Jets de Viry-Essonne          | 20  | 36 | 9  | 2 | 25 | 185 | 303 | -118 |

#### Bilan de la saison
À l'issue des deux phases, l'équipe du Mont-Blanc est sacrée championne de la nationale 1.
Les trophées récompensant les joueurs sont les suivants :
- Trophée Albert-Hassler : Christian Pouget (Gap)
- Trophée Charles-Ramsay : Guy Fournier (Viry)
- Trophée Jean-Ferrand : Patrick Foliot (Mont-Blanc)
- Trophée Jean-Pierre-Graff : François Dusseau (Amiens)
- Trophée Raymond-Dewas : André Côté (Mont-Blanc)
- Trophée Marcel-Claret : Aigles du Mont-Blanc

## Division 3

### Clubs engagés
Normandie
1. Cherbourg
2. Le Havre
3. Rouen II
4. Caen II

Île-de-France
Nord
1. Valenciennes
2. Amiens

Est
1. Strasbourg
2. Metz/Amnéville
3. Besançon
4. Lions de Belfort
5. Épinal II

Bretagne - Pays de Loire
1. Tours II
2. Angers
3. Brest
4. La Roche-sur-Yon
5. Nantes
6. Rennes
7. Cholet

Sud/Languedoc
1. Montpellier
2. Font-Romeu
3. Clermont-Ferrand II
4. Roanne
5. Toulouse
6. Valence
7. Orcières-Merlette

Alpes / sud
1. Morzine
2. Megève II
3. Courchevel
4. Les Contamines
5. Tarentaise II
6. Les Houches
7. Chambéry
8. Grenoble II